# Rothaus-Zäpfle-Turm

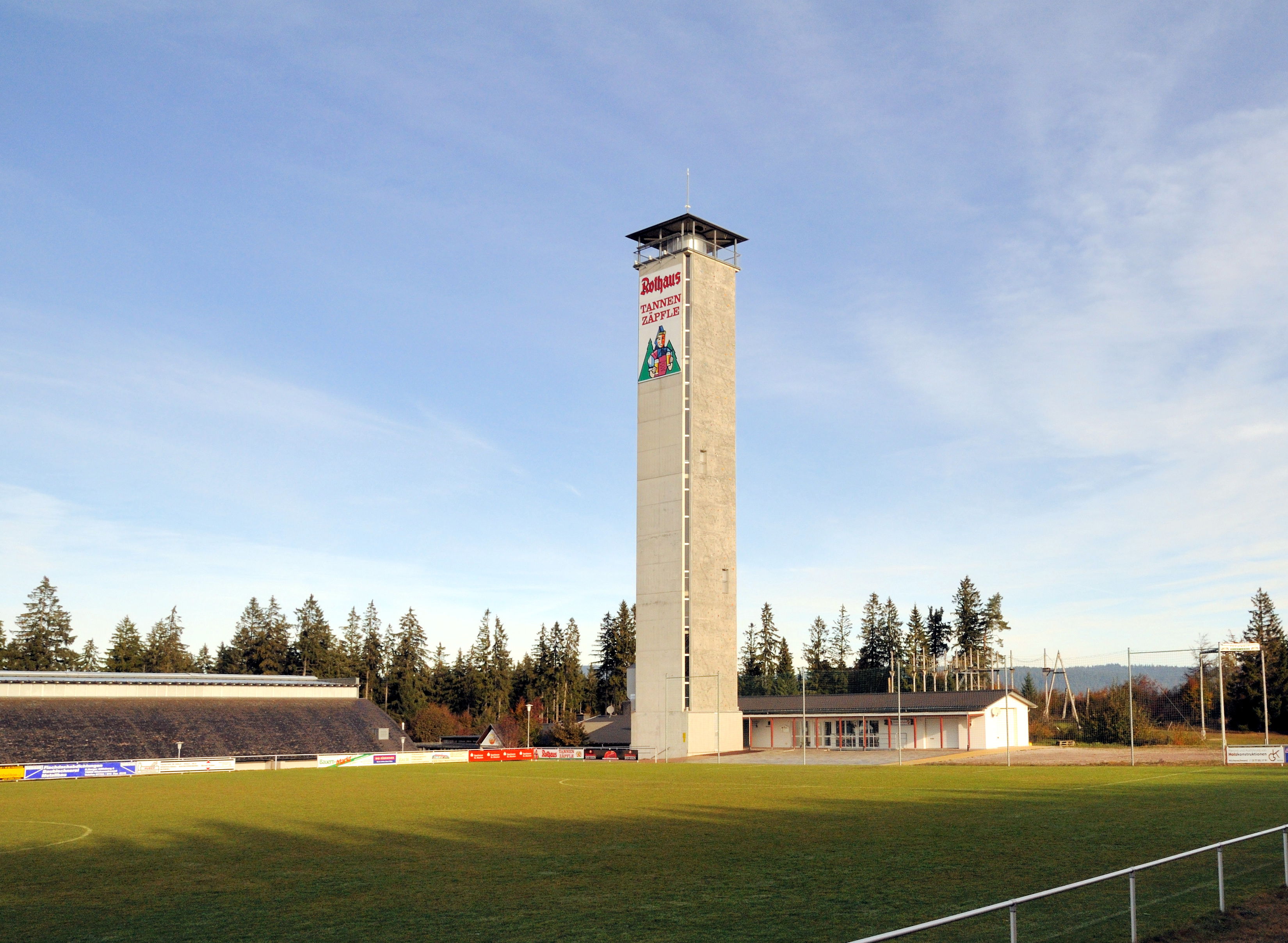
Rothaus-Zäpfle-Turm

Der nach einer Produktserie der Badischen Staatsbrauerei Rothaus benannte Rothaus-Zäpfle-Turm ist ein 51,3 Meter hoher Aussichtsturm beim Natursportzentrum am Nordwestrand der Gemeinde Höchenschwand im Südschwarzwald.
Der auf 1010 Meter über NN stehende Turm wurde im Rahmen der Umstrukturierung des Ortes am 17. Mai 2003 eröffnet und bietet bei guten klaren Wetterlagen eine gute Sicht bis zu den Alpen.

## Beschreibung
Der Turmschaft mit quadratischem Grundriss besteht aus Sichtbeton, die Kanzel aus Stahl. Die Innentreppe mit 249 Stufen führt zur Aussichtsplattform in der Kanzel. An seiner Ostseite ist eine Höhen-Kletterwand mit unterschiedlichen Schwierigkeitsgraden angebracht. Das Gesamtgewicht des Turms beträgt 1100 Tonnen.
Auf der Spitze des Turms ist eine schwenkbare Webcam installiert, so dass über Internet jederzeit die aktuelle Wetterlage abgerufen werden kann.

360-Grad-Panoramaaufnahme von der Aussichtsplattform bei Inversionswetterlage und Alpensicht